# 长角立毛蚁
长角立毛蚁（学名：Paratrechina longicornis）也称長角黃山蟻、狂蟻、小黑蟻、長角狂蟻、長腿立毛蟻，是立毛蚁属中的一种蚂蚁，其种加词“longicornis ”意为“长角的”。工蚁体长2.3-2.9mm。身体灰褐色至黑褐色，触角及足颜色稍淡，具弱光泽。足细长。适应性强，耐干旱，广泛分布于热带和亚热带地区。行动迅速，可以移动较大的昆虫尸体。群数可以很大，多后制。